# We cheer you up (Join the Pin-Up Club)
We cheer you up (Join the Pin-Up Club) is de debuutsingle van de muziekgroep Barbarella. Het nummer is geschreven door Hans Jansen (ooit Ekseption), J. Raider (Jef Rademakers) en P.Frush (Jeannette Meijer Kroese). Voor uitvoering werd het gearrangeerd door Jansen, Jacques Zwart en Hannibal, staande voor manager Han Meijer.

## Single
Voor manager Han Meijer, eerder manager bij Luv' met wie hij ruzie kreeg, mocht Barbarella dit liedje opnemen. Het werd de herkenningsmelodie van de De PinUp Club van Jef Rademakers. Rademakers en Barbarella moesten wel een platenlabel overhalen om het plaatje uit te brengen. Het nummer is een vrolijk uptempo popliedje in de eurodisco-stijl, die rond die tijd erg populair was. 
B-kant was In the Pin-Up Club, geschreven en geproduceerd door dezelfde drie personen.

## Verkoop
De plaat werd in de winter van 1988-1989 regelmatig gedraaid op Radio 3 en werd een hit in de destijds twee hitlijsten op de nationale publieke popzender. De plaat bereikte begin 1989 in elf weken de 4e positie in de Nederlandse Top 40. In zestien weken wist het de 3e positie in de Nationale Hitparade Top 100 te halen, slechts gestuit door Neneh Cherry met Buffalo Stance en Tina Turner en David Bowie met Tonight. In België bereikte de plaat in vijftien weken de 5e positie in de Vlaamse Ultratop 50 en de 7e positie in de Vlaamse Radio 2 Top 30.
In Europa kreeg de plaat enige aandacht: zo werd de videoclip begin jaren '90 vaak uitgezonden in het Verenigd Koninkrijk op het niet meer bestaande video-verzoek-kanaal Lifestyle Satellite Jukebox.
In april 1989 kregen de drie vrouwen een gouden plaat uitgereikt voor 75.000 verkochte exemplaren binnen de Benelux.

## Nasleep
Barbarella trok het land in voor optredens, soms twee van een half uur op één avond; het werd verzorgd door een geluidstechnicus, de drie meiden en een geluidsband. Naast dit nummer zongen ze covers van bijvoorbeeld Rod Stewart en Kim Wilde. In hetzelfde programma was ook Radar Love van Golden Earring ondergebracht. De dames gingen tijdens die optredens minder schaars gekleed dat in de videoclip. Bij sommige optredens werden ze begeleid door een driekoppige band.